# Shuanghedong
Shuanghedong (双河洞) ist mit einer Länge von über 400 km das längste Höhlensystem Chinas und auf Platz 3 der längsten Höhlen der Welt.
Es befindet sich nahe der Stadt Wenquan, Kreis Suiyang in der Provinz Guizhou.
Seit der Entdeckung der Gips- und Dolomithöhle im Jahre 1987 wird sie durch internationale Forscherteams erkundet. Dabei wurden neben zahlreichen Fossilien auch Höhlentiere, wie troglobionte Insekten, Fische und Salamander entdeckt.
Bisher sind für dieses Höhlensystem 203 Eingänge bekannt.